# Inzerát (album)
Inzerát je šesté studiové album hudební skupiny Kryštof. Bylo vydáno 15. října 2012 a obsahuje 10 písní, z čehož 2 duety s Jaromírem Nohavicou (Křídla z mýdla) a Tomášem Klusem (Cesta). Na albu se podílel producent Yaron Fuchs.

## Singly a prodej

### Singly
Singl "Inzerát" se vyšplhal na první příčku v žebříčku Radio TOP100, kde se udržel nejlépe tři týdny. Druhý singl "Křídla z mýdla" se umístil na deváté příčce. Třetí singl "Zatančím" se vyšplhal na 46. příčku.
Čtvrtý singl "Cesta" (ft. Tomáš Klus) do žebříčku vstoupil na 85. příčce, ve svém jedenáctém týdnu v žebříčku se vyšplhal až na první pozici, kde následně vydržel dalších čtrnáct týdnů. Na udílení cen Český slavík Mattoni 2013 píseň "Cesta" zvítězila ve dvou kategoriích: Nejhranější píseň Rádia Impuls a MTV videoklip roku. Singl byl také zvolen jako úvodní píseň k filmu Křídla Vánoc.

### Prodej
Album debutovalo na první příčce českého žebříčku TOP50 Prodejní IFPI. Také bylo oceněno platinovou deskou za prodej více než 10 000 kusů. K únoru 2013 se ho celkem prodalo přes 16 000 kusů.
Album se v žebříčku ČNS IFPI TOP50 Prodejní prozatím udrželo 66 týdnů od vydání 15. října 2012 až dodnes. První čtyři týdny prodeje se udrželo na první příčce žebříčku, poté ho překonalo Take Me Home od One Direction. Nicméně později se nepravidelně na první pozici vracelo a celkem tak zaznamenalo dalších jedenáct týdnů na nejvyšší příčce.

## Seznam skladeb
1. Římská
2. Inzerát
3. Křídla z mýdla (feat. Jaromír Nohavica)
4. Zatančím
5. Parapet
6. Po kouscích
7. V peřinách
8. Ze scénářů
9. Čím víc vím
10. Cesta (feat. Tomáš Klus)

## Singly
- "Inzerát" – 2012 – (1. příčka v IFPI)
- "Křídla z mýdla" (feat. Jaromír Nohavica) – 2012 – (9. příčka v IFPI)
- "Zatančím" – 2013 – (46. příčka v IFPI)
- "Čím Víc Vím" – 2013 – (45. příčka v IFPI)-nejmodernější singl z alba, s elektronickou hudbou.
- "Cesta" (feat. Tomáš Klus) – 2013 – (1. příčka v IFPI)

## Kryštof Inzerát Tour 2013
V souvislosti s novou deskou vyráží Kryštof na turné. Původně měla kapela navštívit 3 největší města v České republice – Prahu, Brno a Ostravu, ale z důvodu velkého zájmu byl přidán ještě koncert v Opavě. Jako předkapely vystoupí Nebe a Ido Vs. The World (USA). Speciálním hostem je Jaromír Nohavica.
Z tour bylo vydáno DVD v limitované edici 500 ks.
| Město   | Datum     | Místo konání           |
| ------- | --------- | ---------------------- |
| Opava   | 13.2.2013 | Víceúčelová hala Opava |
| Ostrava | 15.2.2013 | ČEZ Aréna              |
| Brno    | 20.2.2013 | Kajot Aréna            |
| Praha   | 22.2.2013 | Tipsport Aréna         |